# Хуан Валера
Хуан Валера (на испански: Juan Valera) е испански дипломат, политик, литературен критик, драматург, преводач, поет и писател на произведения в жанра социална драма, исторически роман, лирика, публицистика и документалистика.

## Биография и творчество
Хуан Валера и Алкала-Галиано е роден на 18 октомври 1824 г. в Кабра, провинция Кордоба, Испания. Син е на Хосе Валера и Вияня, военноморски офицер, и Долорес Алкала-Галиано и Пареха, маркиза де ла Паниега. Има две сестри и брат (който е от първия брак на маркизата със Сантяго Фройлер, швейцарски генерал на служба в Испания). Заради работата на баща си отраства до деветгодишна възраст в Кабра, а след това в Кордоба, Мадрид и Малага. От рано проявява влечение към литературата. Учи испански език и философия в Семинарията в Малага в периода 1837 – 1840 г. и в колежа „Сакромонте“ в Гранада през 1841 г., където завършва средното си образование. Следва философия и право в Университета на Гранада, където завършва през 1846 г. Докато следва учи съвременни езици, чете много книги от просвещението и романтизма, пише и публикува стихове в издания в Гранада и Малага. Първата му книга, стихосбирката „Поетични есета“, е издадена през 1844 г., но без успех.
След дипломирането си започва дипломатическа кариера, като през 1847 г. става помощник на посланика Анхел де Сааведра, поет и художник на романтизма, в Неапол. След това е член на испанските легации в Лисабон (1850), Рио де Жанейро (1851 – 1853), Дрезден и Санкт Петербург (1854 – 1857). След завръщането си в Мадрид става един от редакторите на либералното списание El Contemporáneo (1859). През 1865 г. е назначен за секретар на посолството във Франкфурт. След революцията от 1868 г., по време, на която е на страната на конституционната монархия, е назначен за помощник-държавен секретар и от 1871 г. за директор на общественото обучение. По време на управлението на Алфонсо XII е посланик в Лисабон (1881 – 1883), Вашингтон (1883 – 1886) и в Брюксел (1886 – 88), а в периода 1893 – 1895 г. е посланик във Виена. Избран е за член на Кралската испанска академия през 1861 г. и вече в напреднала възраст за член на Академията за морални и политически науки през 1900 г. Привърженик е на иберийския федерализъм.
Първият му психологически роман „Пепита Хименес“ е издаден през 1874 г. Той е съставен от две части, като първата е в форма в първо лице – писма от семинариста Луис де Варгас до неговия чичо декан, а втората е разказ от трето лице. Историята е за влюбванено на семинариста в младата (двадесетгодишна) андалуска вдовица Пепита Хименес, обещана на баща му, като след големи духовни борби, накрая той се жени щастливо за нея. Основната теза на романа защитава първенството на естественото и жизненото пред изкуственото и засегнатото. Романът го прави известен писател. По него е създадена опера от испанския композитор Исаак Мануел Франсиско Албенис, а впоследствие неколкократно е екранизиран във филми.
Романът му „Доня Лус“ от 1879 г. отново разглежда темата за дихотомията между божествената любов и човешката любов, но този път конфликтът завършва трагично. В историята незаконородената девойка с аристократично потекло доня Лус трябва да се откаже от живота в Мадрид, за да се пресели в Андалусия. Красива и желана, тя не иска да се омъжи, но среща двама души – интелигентният и извисен отец Енрике, който я привлича духовно, и мъжественият и красив мадридски аристократ дон Хайме, който ѝ въздейства чувствено.
В романа си „Хуанита Дългата“ от 1978 г. разглежда темата за любовните отношения на възрастен мъж с момиче. През 1982 г. романът е екранизиран в телевизионен минисериал.
Последният му роман, „Морсамор“ от 1899 г., е исторически роман, донякъде иронизация на жанра на рицарския роман с включени фантастични елементи. В историята главният герой, стар и разочарован от живота си и приютен в манастир, се подмладява чрез приемане на магически еликсир и с нова сила тръгва на пътешествие на изкуплението на изток, по-специално в Индия, където се влюбва отново и след различни перипетии и инциденти се връща в манастира отново разочарован.
Романите му се характеризират с дълбок психологически анализ на героите, особено на жените. Той е против натуралистичния разказ и смята, че романът е форма на поезия, поради което описанията на природата, типажите и андалуската среда са леко идеализирани, а езикът, дори на местните хора, е академичен.
През целия си живот Хуан Валера прави голям брой преводи на поезия и проза от други езици. Прави преводи на произведения на Лонг („Дафнис и Хлоя“), Лорд Байрон, Томас Мур, Йохан Волфганг фон Гьоте, Хайнрих Хайне, Лудвиг Уланд, Емануел Гайбел, Абул-Бека (от немски), Джеймс Ръсел Лоуел, Джон Грийнлийф Уитиър, Йоханес Фастенрат, Виктор Юго, Алмейда Гарет и др. Пише също литературна критика и множество есета за религията, философията, историята и политиката.
На 5 декември 1867 г. той се жени за Долорес Делават в Париж, две десетилетия по-млада от него и родом от Рио де Жанейро, с която има три деца.
Хуан Валера умира на 18 април 1905 г. в Мадрид.

## Произведения

### Самостоятелни романи
някои от романите първоначално имат серийни публикации във вестници
- Pepita Jiménez (1874)[1][3]
Пепита Хименес, изд.: ИК „Персей“, София (2012), прев. Румен Руменов
- Las ilusiones del doctor Faustino (1874 – 1875)[2]
Илюзиите на доктор Фаустино, изд. „Светлана Янчева – Изида“ (2021), прев. Стефка Петрова
- El comendador Mendoza (1876 – 1877)
- Pasarse de listo (1877 – 1878)
- Doña Luz (1878 – 1879)
Доня Лус, изд. „Ив. Г. Игнатов и синове“ (1929), прев. Борис Шивачев
Доня Лус, изд.: ИК „Персей“, София (2012), прев. Румен Руменов
- Cartas de un pretendiente (1850)
- Juanita la Larga (1895)
Хуанита Дългата, изд. „Изида“ (2018), прев. Стефка Петрова
- Genio y figura (1897)
- Morsamor. Peregrinaciones heroicas y lances de amor y fortuna de Miguel de Zuheros y Tiburcio de Simahonda (1899)
Морсамор : героичните странствания, любовните пориви и сполуката на Мигел де Суерос и Тибурсио де Симаонда, изд. „Недланд“ София (2022), прев. Николай Тодоров
- Elisa, la Malagueña (1895)

### Пиеси
- Asclepigenia (1878) – диалог
- Gopa
- La venganza de Atahualpa
- Lo mejor del tesoro
- Estragos de amor y de celos

### Поезия
- Ensayos poéticos (1844)

### Документалистика (частично)
- De la naturaleza y carácter de la novela (1860)
- Estudios críticos sobre literatura, política y costumbres de nuestros días (1864)

### Екранизации
- 1925 Pepita Jiménez
- 1946 Pepita Jiménez
- 1975 Pepita Jiménez
- 1976 Los libros – тв сериал, 1 епизод
- 1971 – 1978 Novela – тв сериал, 10 епизода
- 1982 Juanita la Larga – тв минисериал